# Don Rafele 'o trumbone
Don Rafele 'o trumbone (presentata anche come Don Raffaele il trombone) è una farsa tragi-comica napoletana in un atto scritta da Peppino De Filippo nel 1931.

## Trama
Raffaele Chianese, compositore, maestro di trombone, vive in una casa-negozio di musica nella miseria più totale assieme alla moglie Amalia ed alla figlia Lisa: da due anni infatti è disoccupato, e tutto per il suo carattere visionario e refrattario a nuove visioni della vita che non siano le sue. Raffaele vive per la musica e non c'è verso di fargli cambiare idea: persino l'ultimo posto di lavoro offertogli dal suo migliore amico, il compare Giovanni, di portiere presso uno stabile è stato da lui rifiutato.

Quel giorno è un giorno importante: Raffaele deve andare a suonare ad un matrimonio nel pomeriggio, dopo un ennesimo insuccesso alla Federazione, dove gli hanno detto che non c'è lavoro per lui. Sembra andare tutto bene fino a quando non entra con fare minaccioso Nicola Belfiore, concertista e collega di Raffaele, che gli porta una cattiva notizia: lo sposo è morto per una paralisi cardiaca. Il concertista, che da tempo aveva il sospetto che Raffaele abbia qualche sorta di potere che lo porta a portare sfortuna a chiunque gli capiti a tiro, vuole smetterla di fare affari con il trombone e gli dice che da quel giorno ognuno se ne andrà per la propria strada.
In quel momento, entra il compare Giovanni raggiante: ha trovato un'offerta di lavoro per Raffaele. Un'offerta veramente da prendere al volo: vigilante del personale nel lanificio di proprietà di un commendatore suo amico. Raffaele fa una smorfia: per lui, è un lavoro da "spione", come lui stesso definisce. Dopo che il compare gli ha spiegato in cosa consiste e le condizioni di stipendio, Raffaele ci pensa su: ha infatti in mente di andare, prendere lo stipendio d'anticipo che gli daranno al momento dell'assunzione e dileguarsi nel nulla.
Al sentire questo, il compare se ne va. Prima però lo mette in guardia: se si farà sfuggire anche quest'occasione, lui non saprà più dove e a chi rivolgersi.

Sembra che vada tutto per il meglio, quando ad un certo punto entrano in negozio alcune persone, molto ben vestite. Raffaele teme siano agenti delle imposte, ma subito il più ben vestito di loro dice di chiamarsi Alfredo Fioretti e di essere un compositore.

Fioretti tenta Raffaele con delle proposte molto vantaggiose: da anni, infatti, egli è in Italia inoperoso e gli serve qualcuno che lo segua nei suoi concerti in giro per il mondo. Raffaele sembra essere la persona adatta per questo incarico. In un primo momento Raffaele sembra incerto: come farà con la moglie e la figlia? E con i documenti? Fioretti dice che penserà a tutto il suo segretario, Attilio Gargiulo. Nel frattempo Luigi Fioretti, fratello di Alfredo, illustra a Raffaele tutto ciò che faranno: andranno in Francia, Germania, in Africa, in ogni angolo del mondo. Raffaele chiede informazioni sul denaro. Fioretti, per tutta risposta, gli dà un acconto di ben diecimila lire. Raffaele e la moglie Amalia quasi svengono: mai avevano visto tanti soldi messi insieme in un colpo solo.

Entra di nuovo il compare Giovanni. Raffaele lo tratta a pesci in faccia, sventolandogli in faccia i dieci biglietti da mille lire datigli da Fioretti. Giovanni non capisce il perché di quel rifiuto e quando Amalia tenta di spiegargli tutto, viene interrotta bruscamente da Raffaele. Alla fine Giovanni, offeso ed umiliato, decide che Raffaele è un pazzo, un malato e che mai più si interesserà dei suoi guai.

Uscito il compare sbraitando, Fioretti guarda l'orologio. È tardi: ha un appuntamento con l'ambasciatore di Spagna per una cena. Perciò esce, accompagnato dal fratello e dal segretario.

Raffaele ed Amalia sono felici: i loro guai sembrano essere finalmente finiti.

Entra di nuovo Luigi, che si riprende le diecimila lire e spiega a Raffaele come stanno veramente le cose: Alfredo Fioretti è in realtà un pazzo, ultimo discendente di una famiglia molto ricca, che si crede un grande musicista. Quelli che si erano presentati come Luigi Fioretti e Attilio Gargiulo sono in realtà i due infermieri che lo accompagnano nella sua passeggiata giornaliera. Alfredo fa sempre così: è pazzo, e "occorre compatire". Quanto al denaro, era solamente carta straccia. Luigi si scusa per il disturbo arrecatogli e se ne va come se niente fosse.
Raffaele ed Amalia tornano quindi a vivere nella più completa miseria.

## Adattamenti televisivi
La Rai ha trasmesso due versioni di questa commedia.
- 23 agosto 1959, domenica, Programma Nazionale, durata 38 minuti c.a.

Trasmessa in diretta, col pubblico, dal Teatro delle Arti di Roma

Compagnia del Teatro italiano di Peppino De Filippo

Regia teatrale di Peppino De Filippo, ripresa televisiva di Fernanda Turvani.
- 1 agosto 1972, martedì, Secondo Programma, durata 55 minuti c.a.

Compagnia del Teatro italiano di Peppino De Filippo

Direzione artistica di Peppino De Filippo, regia di Romolo Siena.

| Personaggi        | Interpreti 1959         | Interpreti 1972    |
| ----------------- | ----------------------- | ------------------ |
| Raffaele Chianese | Peppino De Filippo      | Peppino De Filippo |
| Amalia Chianese   | Miriam Pisani           | Maria Marchi       |
| Lisa Chianese     | Maria Adelaide Zaccaria | Angela Pagano      |
| Nicola Belfiore   | Luigi De Filippo        | Mario Castellani   |
| Il compare        | Corrado Olmi            | Enzo Cannavale     |
| Alfredo Fioretti  | Cesare Bettarini        | Luigi De Filippo   |
| Luigi Fioretti    | Aldo Alori              | Dante Maggio       |
| Attilio Gargiulo  | Marcello Tusco          | Elio Bertolotti    |

## Curiosità

### Raffaele e Nicola
Nella versione televisiva del 1959 Raffaele Chianese è lo zio di Nicola Belfiore, nella versione del 1972 è suo amico e collega di lavoro.
Nicola Belfiore - Nella versione del 1959 suona il clarinetto, nella versione del 1972 suona la tromba.
Raffaele Chianese – È maestro di trombone. Nella versione del 1959 non si vede mai lo strumento musicale; nella versione del 1972 Raffaele, nella sua prima entrata in scena, porta a spalla uno strumento: per la precisione, non è un trombone ma è un basso tuba, strumento molto più ingombrante e pesante (Raffaele si lamenta del peso dello strumento: «Qua ci vuole il facchino, io cambio strumento, non è possibile! Mi serve un carrettino, un bambino, un ragazzo»).

### L'umanità mi fa schifo!
Raffaele, appena rientrato a casa, parla con sconforto della sua disoccupazione; la società non ha riconosciuto le sue qualità e lui riversa disprezzo sull'umanità intera; nel disprezzo include anche moglie e figlia («[...] voi mi fate schifo tutte e due [...] non come familiari, ma come umanità sì, poiché ne fate parte, mi fate schifo»); nel corso di pochi minuti Raffaele ripete più volte, quasi ossessivamente:
«che schifo mi fa l'umanità, mamma mia! A me l'umanità mi fa schifo, schifo, ecco! Schifo, proprio schifo mi fa l'umanità! Proprio schifo!»
Nel film I fratelli De Filippo del 2021 c'è un riferimento a ciò. Eduardo e Peppino recitano nella Compagnia del loro fratellastro Vincenzo Scarpetta, ma pensano a qualcosa di diverso per il loro futuro; a Peppino piace molto l'abbozzo di una commedia scritta da Eduardo, nel dirglielo lo rende partecipe che anche lui ha scritto qualcosa: «pure io ho scritto una cosa, parla di un musicista sempre infelice, è infelice perché nessuno lo fa lavorare e lui ripete sempre la stesa frase: il genere umano mi fa schifo!».

## Brani dalla commedia
Alcuni dialoghi tratti dalla versione televisiva Rai del 1972.
(Raffaele, moglie e figlia)

che schifo l’umanità mamma mia, a me l’umanità mi fa schifo, io mi sogno l’umanità proprio schifosa […] voi mi fate schifo tutte e due […] no, non equivochiamo, non come familiari […] ma come umanità sì, poiché ne fate parte mi fate schifo, ecco tutto.
(Raffaele, moglie e figlia)

Raffaele - Io ho scritto sette opere, ma che scherziamo? Sette, dico sette, no una, sette! […] ditelo, francamente, me l'hanno rappresentate?

Lisa - Mai!

Raffaele - Non l'hanno volute rappresentare mai! E perché?

Amalia - Perché non valgono niente!

Raffaele - Voi mi fate schifo, e come familiari e come umanità, proprio mi fate schifo!

(Raffaele alla moglie)

Io sono un genio, hai capito? Io sono un genio, un genio. Quando sono nato io non è nata una creatura, mettitelo bene in mente: è nato un genio di 3 chili e mezzo.

(Raffaele, moglie e figlia)

Un giorno vedrai, le città d'Italia tappezzate di manifesti e locandine […] questa sera finalmente, un finalmente proprio enorme, si rappresenta la grande opera di Raffaele Chianese: quattro atti, 15 quadri, un prologo e un epilogo, e una raccomandazione dell'autore prima dello spettacolo e dopo una spiegazione; e poi il titolo […] "La figlia dell'onesto e laborioso operaio Ciccio" […] ovvero, perché ha un altro titolo, "L'onore non ha prezzo" […] ovverosia, perché c'è un altro titolo, […]  "Signore, lasciatela stare in pace a quella povera ragazza, non lo vedete che non è pane per i vostri denti?"

(Raffaele, moglie e figlia)

Raffaele - Voi due dovreste morire! Avete capito?

Amalia - E perché?

Raffaele - Ma come perché? Che campate a fare con questa miseria che vi pesa sulle spalle? Meglio la morte, meglio la morte!

Amalia - Ma muori tu piuttosto.

Raffaele - Eh, io no, io non posso morire.

Amalia - Ma perché? Sei eterno?

Raffaele - No, io sono il genio, cara mia, eh, io sono il genio che si eleva sulla massa e io devo soffrire. Io lo so che devo soffrire, ma che fa? Io mi elevo.

(Raffaele e Nicola)

Raffaele - Nicola, Nic, e che fai, Nic? L’appuntamento è a casa dello sposo; su, andiamo, facciamo tardi, Nicola che scherziamo?

Nicola - Ma dove vuoi andare?

Raffaele - Dove? Al matrimonio, allo sposalizio.

Nicola - Eh, sposalizio, matrimonio: è morto lo sposo!

(Alfredo e Raffaele)

Alfredo - Sappiate, caro amico, che io sono nato molto, ma molto disgraziato.

Raffaele - E qui abbiamo fatto riunione questa mattina.

Alfredo - Ma come? Anche voi?

Raffaele - Ma non ne parliamo. Ma io in fatto di disgrazia, per carità, io sono la disgrazia in persona.

(Raffaele e Alfredo)

Raffaele - Io ti ringrazio. Tu hai portato nella mia casa un raggio di sole in questa vita grigia, monotona di delusioni, di illusioni. Ecco, la mia è una mascheratura per dignità; vedi che maschera che ho io? Sembra niente, giulivo, sorridente: sono quattro giorni che non mangio, quattro giorni, ma vedi la maschera?

Alfredo - Quattro giorni?

Raffaele - Quattro giorni, ma la dignità!

Alfredo - E si vede.

Raffaele - Anche mascherato?

Alfredo – Sì.

Raffaele - Mi dispiace.